# کلاغ: رستگاری
کلاغ: رستگاری (به انگلیسی: The Crow: Salvation) عنوان سومین قسمت از سری فیلم‌های کلاغ می‌باشد که از روی کمیک بوک کلاغ نوشته جیمز اوبار در سال ۱۹۹۹ توسط بهارات نالوری کارگردانی و در بیست و سوم ژانویه سال ۲۰۰۰ اکران عمومی گردید. برای ساخت این فیلم صد و دو دقیقه‌ای، ده میلیون دلار هزینه شد.
دنباله این فیلم  کلاغ: دعای شیطانی نام دارد.

## بازیگران
- اریک مابیوس در نقش آلکس کورویس/کلاغ
- کریستن دانست در نقش ارین راندال
- جودی لین اوکیف
- ویلیام اترتون

## داستان فیلم
آلکس کورویس (اریک مابیوس) به اتهاام قتل فجیع نامزدش در زندان به سر می‌برد. او که بی گناه است، در سالروز تولدش، محکوم به اعدام با صندلی الکتریکی است. آلکس که فردی معتقدی است در حضور پدر و خواهر نامزدش (با بازی کریستن دانست) اعدام می‌شود اما در سردخانه به کمک یک کلاغ به زندگی بازمی گردد تا قاتلین نامزدش را یافته و آنان را مجازات کند ...